# Самміт (Аризона)
Самміт (англ. Summit) — переписна місцевість (CDP) в США, в окрузі Піма штату Аризона. Населення — 4724 особи (2020).

## Географія
Самміт розташований за координатами 32°3′58″ пн. ш. 110°56′56″ зх. д. / 32.06611° пн. ш. 110.94889° зх. д. (32.066058, -110.948759).  За даними Бюро перепису населення США в 2010 році переписна місцевість мала площу 11,63 км², уся площа — суходіл. В 2017 році площа становила 9,60 км², уся площа — суходіл.

## Демографія
Згідно з переписом 2010 року, у переписній місцевості мешкали 5372 особи в 1498 домогосподарствах у складі 1191 родини. Густота населення становила 462 особи/км².  Було 1708 помешкань (147/км²).
Расовий склад населення:
| - 64,2 % — білих - 1,8 % — корінних американців - 0,6 % — чорних або афроамериканців - 0,4 % — азіатів - 29,7 % — осіб інших рас |

До двох чи більше рас належало 3,2 %. Частка іспаномовних становила 80,3 % від усіх жителів.
За віковим діапазоном населення розподілялося таким чином: 35,1 % — особи молодші 18 років, 57,8 % — особи у віці 18—64 років, 7,1 % — особи у віці 65 років та старші. Медіана віку мешканця становила 28,1 року. На 100 осіб жіночої статі у переписній місцевості припадало 100,7 чоловіків;  на 100 жінок у віці від 18 років та старших — 102,8 чоловіків також старших 18 років.
Середній дохід на одне домашнє господарство  становив 37 648 доларів США (медіана — 28 935), а середній дохід на одну сім'ю — 38 211 долар (медіана — 28 735). Медіана доходів становила 27 539 доларів для чоловіків та 26 379 доларів для жінок. За межею бідності перебувало 43,4 % осіб, у тому числі 59,5 % дітей у віці до 18 років та 26,8 % осіб у віці 65 років та старших.
Цивільне працевлаштоване населення становило 1735 осіб. Основні галузі зайнятості: мистецтво, розваги та відпочинок — 18,0 %, будівництво — 17,6 %, освіта, охорона здоров'я та соціальна допомога — 10,5 %, науковці, спеціалісти, менеджери — 10,4 %.